# ماریان اسمولوخوفسکی
ماریان اسمولوخوفسکی (آلمانی: Marian Smoluchowski؛ زاده ۲۸ مهٔ ۱۸۷۲ درگذشته ۵ سپتامبر ۱۹۱۷) (یا اسمولوکوفسکی) یک دانشمند و فیزیک‌دان اهل لهستان بود.
معادلهٔ اِسمولوکوفسکی برای توصیف آماری حرکت ذرات با نیروهای کاتوره‌ای به نام او شناخته می‌شود.